# Филис Логан
Филис Логан (енгл. Phyllis Logan; 11. јануар 1956) је шкотска филмска и телевизијска глумица. Каријеру је почела 1977. године. Шест година касније добија прву већу улогу, у филму У друго време, на другом месту, за коју добија номинацију за Награду BAFTA за најбољу главну глумицу. Уследиле су улоге у мањим филмовима: The Doctor and the Devils, The Legendary Life of Ernest Hemingway, And a Nightingale Sang, Goldeneye и Silent Cries са Џином Роуландс и Анабет Гиш. Године 1996. игра Монику у филму Тајне и лажи, номинованом за пет Оскара. Тумачила је споредне улоге у ТВ—серији Болница Холби, ТВ—филму Сви краљеви људи са Меги Смит, и гостовала у једној епизоди серије Поаро. Најпознатија је по улози госпође Хјуз, у награђиваној британској серији Даунтонска опатија.
Удата је за глумца Кевина Макналија (Гибс у Пиратима са Кариба), а 1996. године добили су сина.